# Savage (Maryland)
Savage ist ein census-designated place im Howard County im Bundesstaat Maryland, ungefähr 19 km südlich von Baltimore und 32 km nördlich von Washington, D.C. gelegen. Während der Blütezeit der Textilindustrie im 19. Jahrhundert war Savage ein wichtiger Industriestandort, wo eine Textilfabrik die Wasserkraft der Gefälle der Little Patuxent River und Middle Patuxent River ausnutzte. Im denkmalgeschützten Savage Mill Historic District sind die Gebäude der Fabrik erhalten, die heute als Einkaufszentrum genutzt werden.

## Geographie
Savage liegt nahe bei der Stadt Laurel und der Plansiedlung Columbia. Savage ist seit der Volkszählung 2010 ein eigener CDP, der das Gebiet östlich des Little Patuxent River und südlich des Interstates I-95 umfasst, das im Osten durch das Industriegleis nach Guilford und im Süden durch den Washington Boulevard begrenzt wird.

## Geschichte
Das Land in der Umgebung von Savage wurde um 1650 besiedelt. 1685 vermaß Colonel Henry Ridgely das Gebiet um die zukünftige Savage Mill und der südöstlich davon liegenden Annapolis Junction und bezeichnete es als Ridgely's Forrest. 1734 nahm Joseph White eine Kornmühle in Betrieb, die auf Land stand, das als Whites Fortune und Whites Contrivance bezeichnet wurde.
Der Ort erhielt den Namen von John Savage Williams, einem Kaufmann aus Philadelphia. Er lieh den Gebrüder Williams von Baltimore Geld, um nahe dem Zusammenfluss der beiden Flüsse eine Textilfabrik zu bauen. Die Savage Manufacturing Company wurde 1820 gegründet, welche für 6666,67 $ vom Besitz der White 364 ha Land erwarb. Die Gesellschaft nahm 1822 die Produktion auf und stellte Baumwollprodukte her, im Besonderen Segel für die Klipper, welche den Hafen von Baltimore anliefen, später kamen auch Armeeuniformen, Zelte und Fahrzeugplanen hinzu.
Die Baumwolle wurde von den Häfen der Südstaaten mit Schiffen nach Baltimore gebracht und von dort auf dem Landweg zuerst mit Maultier- und Ochsengespannen zur Fabrik in Savage gefahren. 1835 wurde der Washington Branch der Baltimore and Ohio Railroad eröffnet, welcher die etwa anderthalb Kilometer südlich der Fabrik gelegene Savage Station bediente. Erst 1840 baute die Bahngesellschaft ein Industriegleis zur Fabrik, wobei zur Überquerung des Little Patuxent Rivers eine Steinbogenbrücke errichtet wurde. 1880 wurde die Fabrik auf Dampfbetrieb umgestellt und das Areal umgestaltet. Die Bogenbrücke wurde deshalb 1887 durch eine an einer anderen Stelle des Bahnnetzes nicht mehr benötigte Bollman-Träger-Brücke ersetzt. Diese Bollman-Brücke aus dem Jahre 1869 ist heute die einzige erhaltene Brücke ihrer Bauart, obwohl auf dem ganzen Streckennetz der Baltimore and Ohio Railroad einst um die hundert solcher Brücken im Einsatz waren. Die Bollman-Brücke ist ein Historic Civil Engineering Landmark und ist zusammen mit der Savage Mill im National Register of Historic Places aufgeführt.

### 20. Jahrhundert
William Henry Baldwin, Jr führte die Fabrik von 1859 bis 1911. Zu Ehren des früheren Fabrikdirektors Carroll Baldwin wurde 1920 die Carroll Baldwin Hall errichtet. Sie beherbergte lange Zeit eine Zweigbibliothek der Howard County Library und wird heute für Veranstaltungen aller Art genutzt.
1937 erhielt Savage eine Freiwillige Feuerwehr, die Savage Volunteer Fire Company.
Die Textilfabrik stellte ihren Betrieb 1947 ein. Danach wurde auf dem Areal Christbaumschmuck hergestellt, bis diese Gesellschaft 1953 zahlungsunfähig wurde. Die Gebäude wurden als Laggeraum weiter benutzt, bis 1882 der Umbau in ein Einkaufszentrum begann. Heute befinden sich in fünf Gebäuden Geschäfte, die Kunsthandwerk, Antiquitäten und anderes anbieten. Das Verwaltungsgebäude der Savage Mill, das Savage Mill Manor House, wurde renoviert und wird für Hochzeiten und andere Anlässe genutzt.

## Persönlichkeiten
- Benny Mardones (1946–2020), Sänger und Liedermacher, der es sowohl 1980 wie auch 1989 mit der gleichen Aufnahme des gleichen Songs zweimal in den Top 20 der amerikanischen Hitparade schaffte. Mardones ist in Cleveland geboren und in Savage aufgewachsen.
- William Bowie (1872–1940), Landvermesser von Annapolis Junction, der die Bowie-Methode, ein Verfahren zum einfacheren Berechnen von großen Vermessungsnetzen entwickelte.
- Doug Eggers (1930–2025), ehemaliger American-Football-Spieler wohnte in Savage
- Stephen Warfield Gambrill (1873–1938), demokratischer Politiker und Kongressabgeordneter